# Universidade Federal do Recôncavo da Bahia
Universidade Federal do Recôncavo da Bahia powstał w 2006 jako Universidade da Bahia w Cruz das Almas w stanie Bahia.
Obecnie na uniwersytecie studiuje około 30 tys. osób.